# Thylamys tatei
Thylamys tatei là một loài động vật có vú trong họ Didelphidae, bộ Didelphimorphia. Loài này được Handley mô tả năm 1956.